# Jörg Wolfgang Ganschow
Jörg Wolfgang Ganschow (* 23. Dezember 1960 in Berlin) ist ein deutscher Politiker (FDP). Er war von 1990 bis 1994 Abgeordneter im Deutschen Bundestag.
Ganschow arbeitete nach dem Abitur als Nachrichtentechniker und als Elektronik-Facharbeiter im Bereich Mikroelektronik. Währenddessen absolvierte er ein Informatik-Fernstudium an der Technischen Universität Dresden. Danach arbeitete er als Programmierer im Vorstandsbereich Anlagenbau des Eisenhüttenkombinats Ost. Von 1979 bis 1982 leistete er Wehrdienst.
Im September 1989 schloss er sich der Bürgerbewegung Demokratie Jetzt an. Er wurde im Februar 1990 Gründungsmitglied der FDP-Ost und Pressesprecher des FDP-Kreisvorstands. Im Mai 1990 wurde er Stadtverordneter und Fraktionsvorsitzender der FDP in Eisenhüttenstadt. Im gleichen Jahr wurde er über die Landesliste der FDP von Brandenburg in den Deutschen Bundestag gewählt, dem er bis 1994 angehörte. Er war Mitglied im Ausschuss für Forschung und Technologie und Technikfolgenabschätzung sowie seit Oktober 1992 des Ausschusses für Raumordnung, Bauwesen und Städtebau.